# Upplands runinskrifter 1081
Upplands runinskrifter 1081 är en vikingatida runsten av ljusröd granit i Korsbacken, Forkarby, Bälinge socken och Uppsala kommun. Runstenen är 1,25 meter hög och 0,65 meter bred. Runhöjden är 6-8 centimeter. Erik Brate menade att stenen kan vara ristad av Likbjörn, men det är inte troligt för ristningen är otympligt utförd och ristaren förefaller ovan.

## Inskriften
Translitterering av runraden:
[b]or[f]... ... ...[f]astr · litu hakua · at ketil[f]ast broþur · sin ·
Normalisering till runsvenska:
Borgf[astr(?) ok] ...fastr letu haggva at Kætilfast, broður sinn.
Översättning till nusvenska:
Borgfast (?) och ... -fast läto hugga efter Kättilfast, sin broder.